# Heinz Richter (Jurist)

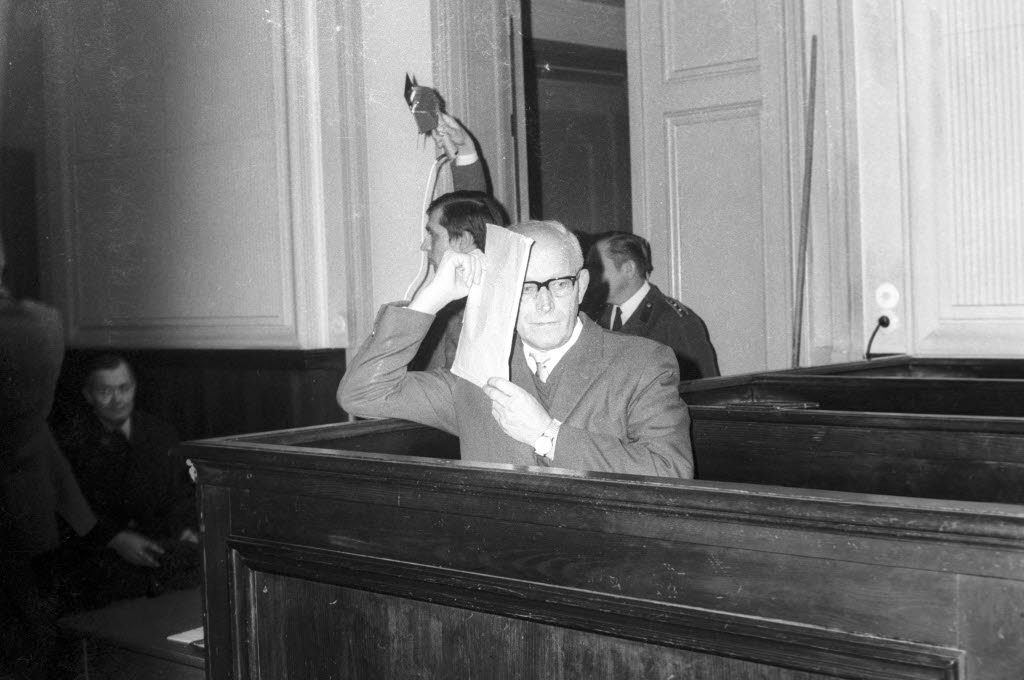
Heinz Richter vor Gericht

Heinz Richard Hugo Richter (* 13. Februar 1903 in Guben; † 27. Juli 1974 in Kiel) war ein deutscher Jurist, Referatsleiter im Reichssicherheitshauptamt (RSHA) und SS-Obersturmbannführer.

## Leben
Sein Vater war Kaufmann und staatlicher Lotterieeinnehmer. Ostern 1922 bestand er die Reifeprüfung. Er studierte Rechtswissenschaft in Berlin und ab 1924 in Jena. Richter war zum 6. Dezember 1926 als Student der NSDAP beigetreten (Mitgliedsnummer 48.512), ließ diese Mitgliedschaft jedoch nach seiner Ersten Juristischen Staatsprüfung für die Zeitdauer seines Referendariats zwischen 1930 und 1932 ruhen. Er trat am 30. Januar 1933 dem NSKK bei. Er wurde 1935 von der Stapo-Leitstelle Berlin eingestellt, war von 1936 bis 1938 Chef der Stapo-Leitstelle Allenstein und wurde 1939 zum Inspekteur der Sicherheitspolizei und des SD (IdS) Wien abgeordnet.
Nach dem deutschen Überfall auf Polen am 1. September 1939 fungierte er als staatspolizeilicher Sachbearbeiter beim Chef der Zivilverwaltung des Armeeoberkommandos 14 und gehörte unter SS-Brigadeführer Bruno Streckenbach der SS-Einsatzgruppe I an. Ins RSHA zurückgekehrt, avancierte Richter dort 1941 zum Leiter des Referats II A 5, das unter anderem die Zuständigkeit für „Beschlagnahme und Einziehung volks- und staatsfeindlichen Vermögens“ sowie „Aberkennung der deutschen Staatsbürgerschaft“ besaß. Er wurde am 1. April 1942 als Nachfolger von SS-Obersturmbannführer Otto Bradfisch zum Chef des Einsatzkommandos 8 in der Einsatzgruppe B ernannt, das in Weißrussland die Vernichtung der Juden durchführte. Am 6. November 1942 wechselte Richter als Gerichtsoffizier zum Befehlshaber der Sicherheitspolizei und des SD (BdS) Frankreich. Im Mai 1944 wurde er Chef der Stapo-Leitstelle Frankfurt/Oder, wo er „kurz vor Kriegsende im dortigen Gefängnis ein Massaker an den Insassen verantwortete“. Im Februar 1945 wurde Richter als Grenadier zur Waffen-SS eingezogen (SS-Nummer 280.049). Er kam zu einem Bataillon der Waffen-SS in Drögen bei Fürstenberg.
Am 6. Mai 1945 geriet er in amerikanische, später in englische Gefangenschaft. Er wurde am 29. Juli 1945 aus der Kriegsgefangenschaft entlassen und ging nach Pansdorf, wohin seine Eltern auf der Flucht aus Guben gelangt waren. Von November 1945 bis zur Währungsreform arbeitete er als ungelernter Arbeiter bei einer Firma, die Spielzeug herstellte. Durch Spruchentscheid des Entnazifizierungshauptausschusses in Kiel vom 13. März 1951 wurde er in die Gruppe der Entlasteten (Gruppe V) eingestuft. Am 13. Januar 1955 stellte ihn das Versorgungsamt Kiel ein. Dort war er in der Arbeitsgruppe für Kriegsgefangenenentschädigung tätig. Zwei Jahre später wurde er Vorsitzender des Beschwerdeausschusses für Kriegsgefangenenentschädigung beim Landesversorgungsamt in Neumünster.
Wegen seiner Verbrechen als Leiter des Einsatzkommandos 8 in Weißrussland wurde er am 11. April 1969 vom Landgericht Kiel zu sieben Jahren Haft verurteilt. Am 1. August 1972 wurde er aus der Justizvollzugsanstalt Vierlande entlassen.